# Unbong-eup
Unbong-eup (koreanska: 운봉읍) är en köping i den södra delen av Sydkorea. Den ligger i kommunen Namwon i provinsen Norra Jeolla, 240 km söder om huvudstaden Seoul.